# コシグロペリカン
コシグロペリカン (Pelecanus conspicillatus) は、鳥綱ペリカン目ペリカン科ペリカン属に分類される鳥類。オーストラリアペリカンとも呼ばれる。

## 分布
オーストラリア本土やタスマニアに生息・繁殖し、冬季にはニューギニア島におよぶ。まれにニュージーランド、インドネシア西部（スマトラ島、ジャワ島）のほか、スラウェシ島でもときおり観察される。オーストラリアで唯一のペリカンである。
主に海岸地帯の波の高くない場所に多いが、内陸部の湖沼、流れの緩やかな河川でも見られる。地域によっては、都市域でも見られ、餌を求めて庭に来ることもある。オーストラリアにおいては、雨期に大陸内陸部の砂漠の一時的にできた湖沼などにも現れる漂鳥である。

## 分類
コシグロペリカンは1824年にオランダの博物学者コンラート・ヤコブ・テミンクによって記載された。この小種名は、ラテン語の動詞 'conspicere' からきており、conspicuous は「人目を引く、見えやすい」を意味する。

## 形態

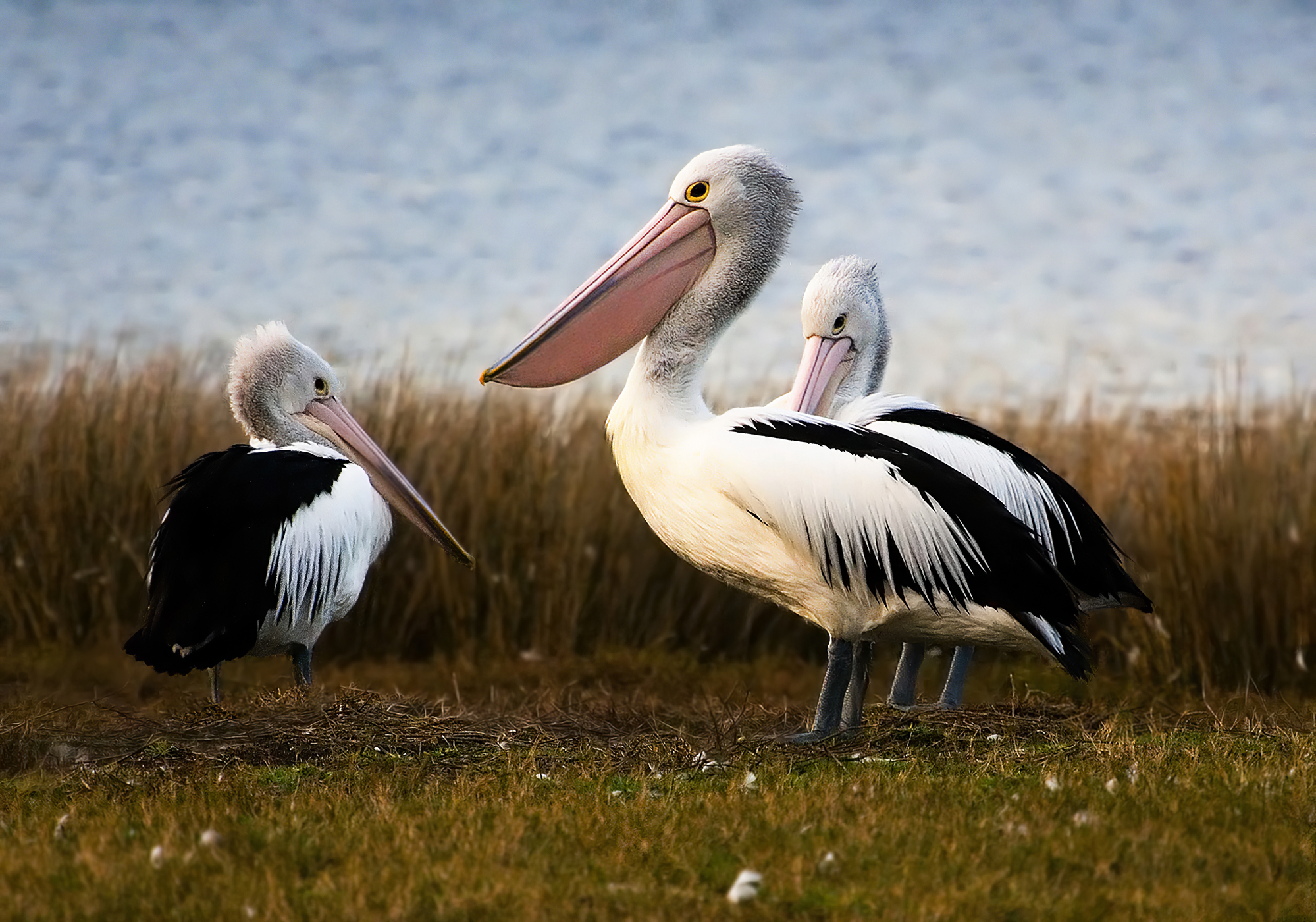
コシグロペリカン

全長150-190cm、翼開長約2.3-2.5m。体重は約4-6.8kg、最大で13kg。くちばしは約40-50cmあり、メスよりもオスの方が大きく、くちばしの下側は柔らかく伸縮自在であり（ポーチ）、捕食時には餌を水ごと捕らえる。このポーチは大きく膨らみ、口内に餌を含め最大で13リットル分を含むことができる。このポーチは餌を保存しておくためのものではなく、一気に多くの獲物を捕らえるためのものである。上部くちばしの先端はかぎ状に下向きに曲がっており、この形状は捕らえた獲物が滑り落ちないようにするためであると考えられている。
雌雄同色で、体色は白色、翼は黒色で、翼角から初列中雨覆は白色。上尾筒は黒色で、上尾筒には白色の帯がある。成鳥は胸は黄色みを帯び、くちばしはピンク色であるが、幼鳥は成鳥よりもより淡い。瞳孔は黒色で横に長い楕円形、虹彩は黄色、脚は灰色で水かきがある。若鳥の後頭部は灰色。生まれたての幼鳥は目が突出し、肌はざらざらしており、目の色は褐色から白色まで様々である。

## 生態

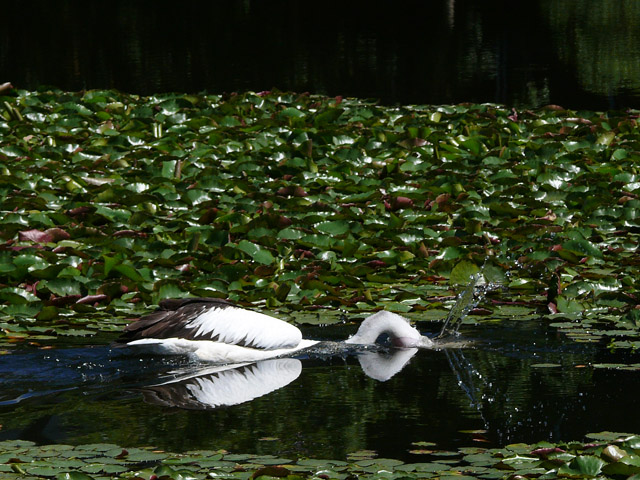
コシグロペリカンが餌を捕らえるために、頭部を水中に入れている。（ブリスベン、クイーンズランド大学）

食性は肉食で、主に魚食。捕らえる魚の多くは体長60-247mm、体重17-320gである。ほかに甲殻類、両生類の幼生（オタマジャクシ）、カメなどを捕食する。しかし、時には他の鳥類（カモメ類やカモ類）を捕らえることも知られる。下部が大きく膨らむくちばしで水ごと、時には頭部を水中に入れ、獲物を捕らえる。水からくちばしを出す時に、くちばしを閉じながら隙間からポーチの中の水を濾し、残った餌を丸呑みにして、一日に最大9kgを捕食する。この時に特定の獲物を定めることはない。採餌する際に水面を羽でたたき、水中の生き物を驚かせて、隠れている場所から追い出したところを捕らえたり、また集団で採餌する時には、獲物を集団で追い込むこともある。
通常は1羽から数羽で採食するが、時には最大で2,000羽もの大きな群れを作ることがある。
鳴き声は低くうめくように鳴く。

### 繁殖
2-3年ぐらいで繁殖可能となり、繁殖期には最大で4万羽が集合し、大きな繁殖コロニーを作る。
繁殖期は雨量により異なり、熱帯地域から亜熱帯地域で冬期、オーストラリア南部では春であるが、場所によっては年中繁殖可能である。繁殖期初期にはくちばし下部のポーチの前半分は鮮やかなピンク色に、基部は鮮やかな青色になり、くちばしの内部は黄鉛色になる。繁殖ディスプレイは、1羽のメスに対しオスが2-8羽以上で行い、雌雄ともにくちばしをカスタネットのようにならし、その後、伸縮自在のくちばしの下部を膨らませる。また、オスは小枝などをくわえ、それを空中に投げそれを再びキャッチするという行動を繰り返す。
交尾後、メスは地上にくちばしや脚などを使い穴を掘り、そこに植物などを集め、巣を作り、巣の中に1-3個の卵を産む。卵の大きさは約93mm × 57mmで、くすんだ白色。抱卵は雌雄共同で行い、卵は約32-35日後に孵化し、幼鳥は28日前後で巣立ちをする。幼鳥は親鳥から約2週間、液体状の餌を、のちに約3か月半の間、固形状の餌を給餌され、その後に巣立つ。巣に複数羽の雛がいる場合、小さい雛への給餌をやめるか、もしくは大きい雛が小さい雛を殺し、大きい雛のみを育てることが多い。生後30日くらいになると100羽前後の幼鳥の群れをつくり、約2か月間その群れの中で生活したあとに、独り立ちする。この間にも親鳥は給餌を行うが、先に巣立った幼鳥や、若鳥などに殺されたり、給餌が不十分で死んでしまうこともある。幼鳥は約3か月で飛べるようになる。
コシグロペリカンの寿命は野生下で10年から25年以上である。

### 飛翔

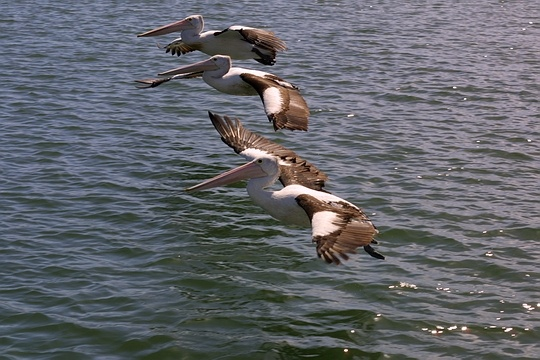
飛翔中のコシグロペリカン

水鳥ではあるが、飛翔能力にも優れ、24時間以上飛翔することができ、1000m以上の高空、時には3000mもの高さまで飛翔することができる。また飛翔中の最高速度は時速56kmに達し、群れで飛翔する時はV字編隊を組み飛翔することが多い。

## 人との関わり

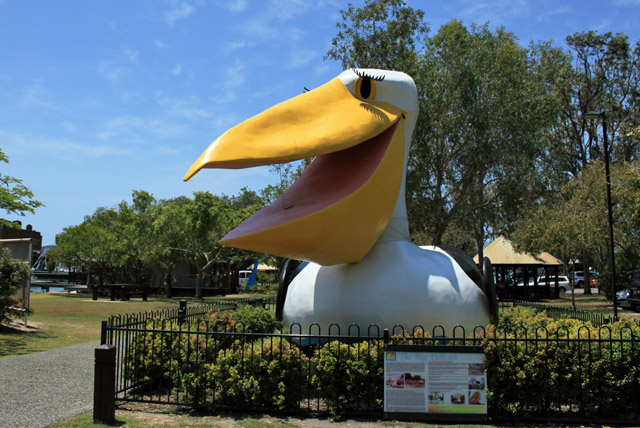
ビッグ・ペリカン。（オーストラリア、クイーンズランド州ヌーサビレ）

オーストラリア各地（たとえばオーストラリアのモートン島〈クイーンズランド州〉やレッドクリフ〈クイーンズランド州〉(英語)など）で、餌付けが行われており、観光資源として扱われることがある。クイーンズランド州ヌーサビレのヌーサ川沿いには、コシグロペリカンを模したボート兼モニュメント（ビッグ・ペリカン）が設置されている。
餌付けをされるなどして人を恐れず、人との距離が近いために、釣りの際の釣り糸や釣り針が、体やくちばし、ポーチなどに絡まり、怪我をする例があとをたたない。例えばニューサウスウェールズ州のリッチモンド川の研究事例では、1992年から2002年の10年間で、怪我や衰弱などで保護された537羽のコシグロペリカンのうち約94％は釣り具による怪我である。オーストラリアに生息する水鳥の中では、コシグロペリカンはこれらの釣り具による影響を最も受けやすい種の一つである。